# کورتیس مدل ان
کورتیس مدل ان (به انگلیسی: Curtiss_Model_N) یک هواگرد ملخ‌پیشین تک‌موتوره از نوع آب‌نشین ساخت شرکت Curtiss, Burgess Company است. هواگرد کورتیس مدل ان نخستین پروازش را در ۱۹۱۶ میلادی انجام داد. در مجموع، تعداد ۵۶۰ فروند از این هواگرد ساخته شده‌است.
طراح این هواگرد، Glenn Curtiss بود.